# Влатко Андоновски
Влатко Андоновски е македонско-американски футболен треньор и бивш играч.
Като централен защитник играе шест сезона във ФК Работнички, ФК Македония Гьорче Петров и ФК Вардар. През 2000 година подписва с Уичита Уингс – американски отбор по футбол в зала и емигрира в САЩ. Там последователно играе за няколко клуба, а през 2010 става асистент треньор на Мисури Кометс. От 2013 до 2017 е треньор на женския отбор ФК Канзас Сити, а от 2018 до 2019 на Reign FC, с които постига значителни успехи.
През 2019 година е избран да поеме женския национален отбор по футбол на САЩ, който към този момент е номер едно в световната ранглиста и четирикратен световен шампион. На световното първенство в Австралия през 2023 година отборът му записва най-слабото си представяне в историята като отпада на осминафиналите от Швеция след дузпи. По-малко от две седмици след отпадането подава оставка като треньор.
Андоновски е американски гражданин от 2015 година и живее в Канзас Сити, Мисури заедно със съпругата си Биляна и трите им деца – Драгана, Лука и Дариа.